# NGC 1726
NGC 1726 est une galaxie lenticulaire située dans la constellation de l'Éridan. NGC 1726 a été découverte par l'astronome britannique John Herschel en 1831.

## Caractéristiques
Sa vitesse par rapport au fond diffus cosmologique est de 3 907 ± 12 km/s, ce qui correspond à une distance de Hubble de 57,6 ± 4,0 Mpc (∼188 millions d'al).
À ce jour, huit mesures non basées sur le décalage vers le rouge (redshift) donnent une distance de 43,637 ± 13,371 Mpc (∼142 millions d'al), ce qui est à l'intérieur des valeurs de la distance de Hubble. Notons cependant que c'est avec la valeur moyenne des mesures indépendantes, lorsqu'elles existent, que la base de données NASA/IPAC calcule le diamètre d'une galaxie et qu'en conséquence le diamètre de NGC 1726 pourrait être d'environ 23,2 kpc (∼75 700 al) si on utilisait la distance de Hubble pour le calculer.